# (16046) Gregnorman
(16046) Gregnorman (1999 JK) – planetoida z pasa głównego asteroid okrążająca Słońce w ciągu 5,35 lat w średniej odległości 3,06 j.a. Odkryta 5 maja 1999 roku.